# Seed (film, 1931)
Pour les articles homonymes, voir Seed.
Pour plus de détails, voir Fiche technique et Distribution.
Seed est un film américain réalisé par John M. Stahl, sorti en 1931.

## Fiche technique
- Titre original : Seed
- Réalisation : John M. Stahl
- Scénario : Gladys Lehman, d'après une histoire de Charles G. Norris
- Photographie : Jackson Rose
- Montage : Ted J. Kent et Arthur Tavares
- Musique : Heinz Roemheld (non crédité)
- Producteurs : Carl Laemmle Jr., John M. Stahl et E.M. Asher producteur associé
- Société de production : Universal Pictures
- Société de distribution : Universal Pictures
- Pays de production :  États-Unis
- Langue : anglais
- Tournage : du 12 janvier 1931 au 4 mars 1931
- Format : Noir et blanc — 35 mm — 1,20:1 — Son : Mono
- Genre : Film dramatique
- Durée : 96 minutes
- Date de sortie : 
  - États-Unis : 14 mai 1931

## Distribution
- John Boles : Bart Carter
- Frances Dade : Nancy
- Bette Davis : Margaret Carter
- Raymond Hackett : Carter Junior
- Zasu Pitts : Jennie
- Genevieve Tobin : Mildred
- Richard Tucker : Bliss
- Jack Willis : Dicky Carter
- Lois Wilson : Peggy Carter
- Dick Winslow : Johnny Carter